# Raúl de la Torre
Raúl de la Torre (19 de febrer de 1938 – 19 de març de 2010) va ser un guionista i director de cinema argentí. Va obtenir sis premis internacionals. Entre els seus premis es compta dues vegades el Cóndor de Plata a millor pel·lícula per Juan Lamaglia y Sra. i El infierno tan temido, el premi a millor director per la segona i el Premi Konex. Va estar nominat a la Palma d'Or a Cannes en 1986 (la seva pel·lícula va obrir la competició) al costat de Martin Scorsese, Jim Jarmush, Andrei Tarkovsky, i altres directors.
Va ser Director del Fons Nacional de les Arts durant el període 1992-1996.

## Filmografia

### Director
- Peperina (1995)
- Funes, un gran amor (1993)
- Color escondido (1988)
- Pobre mariposa (1986)
- Pubis Angelical (1982)
- El infierno tan temido (1980)
- Sola (1976)
- La revolución (1973)
- Heroína (1972)
- Crónica de una señora (1971)
- Juan Lamaglia y Sra. (1970)

### Codirector
- The Players vs. Ángeles caídos (1969)

### Guionista
- Peperina (1995)
- Funes, un gran amor (1993)
- Color escondido (1988)
- Pobre mariposa (1986)
- Pubis angelical (1982)
- Sola (1976)
- La revolución (1973)
- Heroína (1972)
- Crónica de una señora (1971)
- Juan Lamaglia y Sra. (1970)